# Blackburn with Darwen
Pour les articles homonymes, voir Blackburn (homonymie).
Blackburn with Darwen (littéralement, « Blackburn-avec-Darwen ») est un territoire relevant d’une autorité locale unique situé dans le comté de Lancashire en Angleterre (Royaume-Uni) couvrant l'agglomération de Blackburn, la ville voisine de Darwen et la campagne alentour. Ce borough fut fondé en 1974 tandis que le statut d'autorité unitaire fut accordé en 1998.

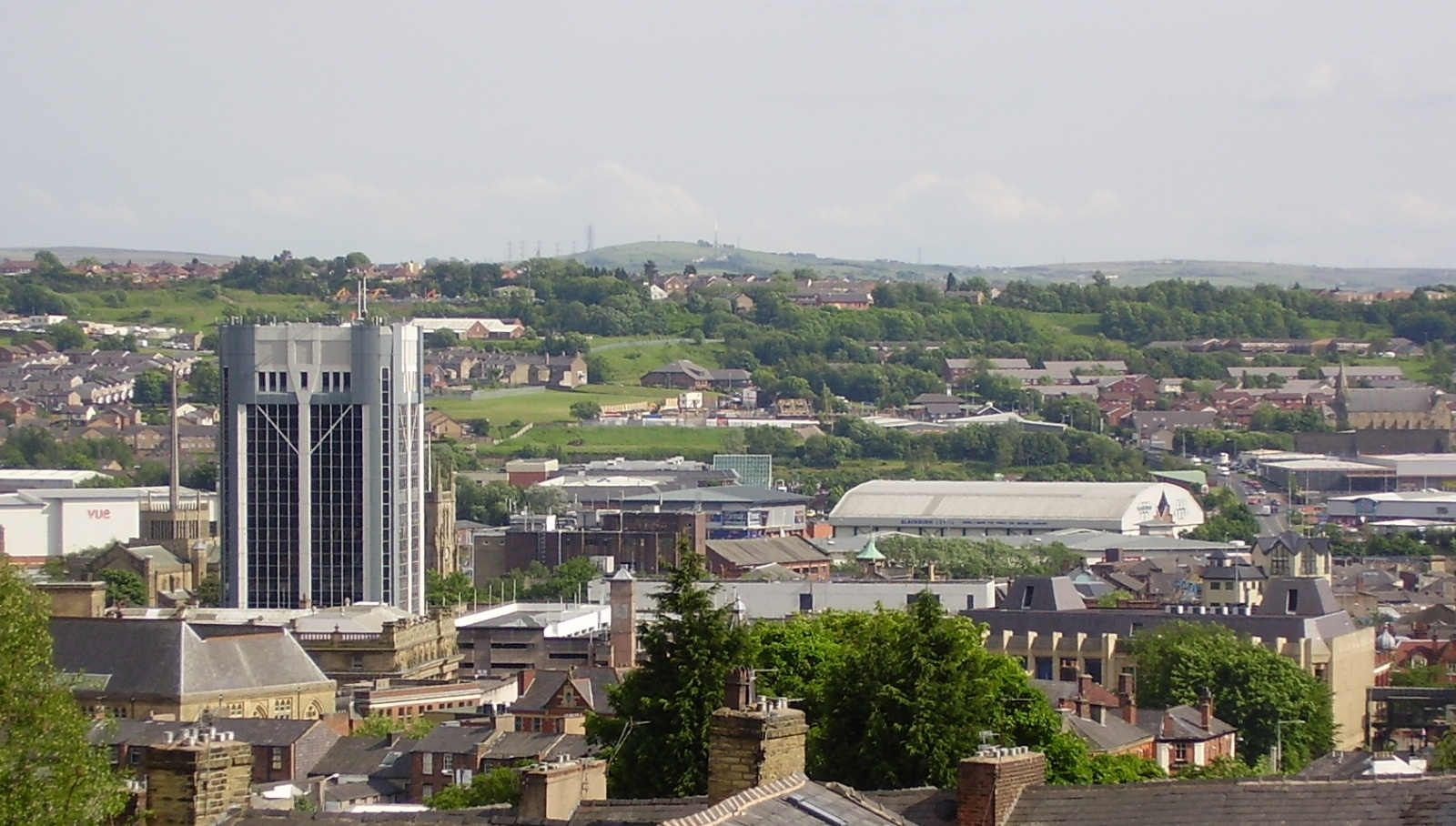
Centre-ville de Blackburn depuis la région de Shear Brow